# Canton de La Fresnaye-sur-Chédouet
Le canton de La Fresnaye-sur-Chédouet est une ancienne division administrative française située dans le département de la Sarthe et la région Pays de la Loire.

## Géographie
Ce canton était organisé autour de La Fresnaye-sur-Chédouet (Villeneuve-en-Perseigne) dans l'arrondissement de Mamers. Son altitude variait de 121 m (Neufchâtel-en-Saosnois) à 339 m (Louzes) pour une altitude moyenne de 181 m.

## Représentation

### Conseillers d'arrondissement (de 1833 à 1940)
| Période                                  | Période | Identité                                   | Étiquette | Qualité |
| ---------------------------------------- | ------- | ------------------------------------------ | --------- | --- |
| 1833                                     |         | Pierre François Nicolas Jouaux (1796-1870) |           | Marchand de bestiaux, maire de Neufchâtel                                                                   |
|                                          |         |                                            |           | |
| 1919                                     | 1928    | Bernard d'Aillières                        | URD       | Propriétaire-exploitant, maire d'Aillières                                                                  |
| 1940                                     |         |                                            |           | Les conseils d'arrondissement ont été suspendus par la loi du 12 octobre 1940 et n'ont jamais été réactivés |
| Les données manquantes sont à compléter. |         |                                            |           | |

### Conseillers généraux de 1833 à 2015
De 1833 à 1848, les cantons de La Fresnaye et de Saint-Paterne avaient le même conseiller général. Le nombre de conseillers généraux était limité à 30 par département.
| Période | Période      | Identité                                                 | Étiquette               | Qualité |
| ------- | ------------ | -------------------------------------------------------- | ----------------------- | --- |
| 1833    | 1848         | Comte Hortensius Rousselin de Corbeau de Saint-Albin     |                         | Conseiller à la cour d'appel de Paris, propriétaire du château du Chevain, député (1837-1849) |
| 1848    | 1857 (décès) | Augustin-Henry Caillard d'Aillières                      | Majorité ministérielle  | Propriétaire, maire d'Aillières (1809-1857), député (1837-1839), ancien conseiller général du canton de Mamers |
| 1857    | 1870         | Gustave Caillard d'Aillières (fils du précédent)         | Droite                  | Maire d'Aillières (1857-1877), député (1857) |
| 1870    | 1871         | M. Lecomte de La Perrine                                 |                         | Officier de la Garde nationale mobile à Châteaudun |
| 1871    | 1877 (décès) | Gustave Caillard d'Aillières (fils du précédent)         | Droite                  | Maire d'Aillières (1857-1877), député (1857) |
| 1877    | 1897 (décès) | Augustin-Fernand Caillard d'Aillières fils du précédent  | Droite (conservateur)   | Conseiller d'État, député (1882-1897) |
| 1897    | 1907         | M. Lecomte                                               | Droite                  | Avocat au Mans |
| 1907    | 1927 (décès) | Louis Caillard d'Aillières (fils d'Augustin d'Aillières) | Union républicaine      | Avocat à la Cour d'appel de Paris, maire d'Aillières |
| 1928    | 1940         | Bernard d'Aillières (frère du précédent)                 | URD                     | Propriétaire-exploitant, maire d'Aillières, conseiller d'arrondissement, député de la Sarthe (1936-1942), président de la Légion française des combattants, nommé membre de la commission administrative départementale en 1941, nommé conseiller départemental en 1943 |
|         |              |                                                          |                         | |
| 1945    | 1957 (décès) | Bernard d'Aillières                                      | Républicain indépendant | Maire d'Aillières, ancien député de la Sarthe (1936-1942)* |
| 1957    | 2001         | Michel d'Aillières fils du précédent                     | CNIP puis RI puis UDF   | Propriétaire exploitant forestier, maire d'Aillières (1953-2008), député (1958-1977), sénateur (1977-1995), président du conseil général (1970-1976 et 1979-1992) |
| 2001    | 2015         | André Trottet                                            | RPR puis UMP            | Maire de La Fresnaye-sur-Chédouet (1995-2015) puis de Villeneuve-en-Perseigne (depuis 2015) |

Le canton participe à l'élection du député de la cinquième circonscription de la Sarthe.
Au moment de son élection en 1945, Bernard d'Aillières avait été déclaré inéligible en raison de son vote en faveur des pleins pouvoirs au maréchal Philippe Pétain.
Michel d'Aillières a été nommé conseiller général honoraire du canton par arrêté préfectoral du 7 janvier 2003.

## Composition
Le canton de La Fresnaye-sur-Chédouet comptait 3 958 habitants en 2012 (population municipale) et regroupait sept communes (douze avant la création de Villeneuve-en-Perseigne par fusion) :
- Aillières-Beauvoir ;
- Les Aulneaux ;
- Blèves ;
- Chenay ;
- Louzes ;
- Neufchâtel-en-Saosnois ;
- Villeneuve-en-Perseigne.

À la suite du redécoupage des cantons pour 2015, toutes les communes sont rattachées au canton de Mamers.

### Anciennes communes
Les anciennes communes suivantes étaient incluses dans le canton de La Fresnaye-sur-Chédouet :
- Saint-Paul-sur-Sarthe, absorbée en 1863 par La Fresnaye (La Fresnaye-sur-Chédouet en 1894) ;
- Beauvoir, absorbée en 1964 par Aillières. La commune prend le nom de Aillières-Beauvoir ;
- Chassé, La Fresnaye-sur-Chédouet, Lignières-la-Carelle, Montigny, Roullée et Saint-Rigomer-des-Bois, devenues communes déléguées de la commune nouvelle de Villeneuve-en-Perseigne le 1er janvier 2015.

## Démographie
| 1962  | 1968  | 1975  | 1982  | 1990  | 1999  | 2006  | 2011  | 2012  |
| ----- | ----- | ----- | ----- | ----- | ----- | ----- | ----- | ----- |
| 3 526 | 3 273 | 3 111 | 3 238 | 3 399 | 3 522 | 3 761 | 3 948 | 3 958 |